# Адріян (Бутримович)
Адрія́н Бутримо́вич герба Топор (світське ім'я Антоній, пол. Adrian Butrymowicz; нар. 13 червня 1750 — пом. 29 березня 1819) — архієрей Руської унійної церкви, суфраган київський (1792—1798) та берестейський (1798—1802), василіянин, титулярний єпископ Калами.

## Життєпис
Антоній народився в пінській шляхетській родині Якуба Ігнатійовича Бутримовича й Анастасії Горчак, мав 4 братів і 3 сестер. За припущенням польської дослідниці Дороти Вереди, певно як і брат Мацей, закінчив пінський єзуїтський колегіум.
Папським бреве від 8 лютого 1792 був назначений помічником київського митрополита й титулярним єпископом Калами (лат. Calama, Calamensis), — міста, що колись існувало в римській провінції Нумідія. Сталось це не без сприяння земляка Адама Нарушевича. 
Хіротонія Бутримовича була звершена 22 квітня 1792 р. у варшавській церкві василіян митрополитом Теодосієм Ростоцьким й вікарними єпископами: гнезненським Антоніном Пшедвоєвським і жмудським Антоніном Малиновським.
Під 1794 р. Адріян згадується як пріор Борунського монастиря.
Своїм указом від 6 вересня 1795 російська імператорка Катерина ІІ відправила його, а також низку інших унійних ієрархів, на пенсію (розміром 3 тисяч рублів). 1798 року, після відновлення берестейської єпархії Павлом І, Бутримовича назначили її суфраганом.
За твердженням Костянтина Тишкевича, доживав віку у логойському василіянському монастирі, де і помер. 